# Ruchomość
Ruchomość – rzecz ruchoma. Kodeks cywilny nie zawiera definicji ruchomości. Jest ona definiowana w doktrynie w sposób negatywny jako wszystko to, co nie jest nieruchomością. Ruchomość, w przeciwieństwie do nieruchomości, można fizycznie przenieść. 